# 투 마더스
《투 마더스》(영어: Adoration)는 2013년 공개된 드라마 영화이다. 도리스 레싱의 중편 소설을 바탕으로 제작되었다.
감독 안 퐁텐에 따르면 도리스 레싱이 오스트레일리아의 작은 마을에서 벌어졌던 실제 사건을 토대로 쓴 이야기라고 한다.

## 줄거리
어린 시절부터 절친이었던 릴과 로즈는 오스트레일리아 뉴사우스웨일스주에서 이웃으로 살며 각자의 18살 아들인 이언, 톰과 함께 모든 시간을 보낸다.
로즈의 남편 해럴드가 시드니로 이직 제안을 받자 로즈는 이사를 거부하지만 해럴드는 준비를 위해 먼저 떠난다. 그날 밤 이언은 로즈에게 키스하고 관계를 맺게 된다. 이언의 방에서 나오는 로즈를 목격한 톰은 혼란스러움 속에서 릴을 유혹하고, 두 사람 또한 관계를 맺는다.
로즈와 릴은 서로의 아들과 관계를 가진 것에 대해 논의하고, 다시는 이런 일이 없어야 한다고 다짐한다. 하지만 이언은 로즈에 대한 감정을 버리지 못하고 결국 둘은 다시 관계를 이어간다. 릴과 톰 역시 관계를 지속해왔음이 밝혀진 뒤 로즈와 릴은 자신들이 행복감을 느끼고 있음을 인정하고 이 관계를 유지하기로 한다. 해럴드가 돌아왔을 때 로즈는 시드니로 이사하지 않겠다고 선언하고, 결국 이혼하게 된다.
2년 후 로즈와 릴은 여전히 각자의 아들과 은밀한 관계를 지속하고 있다. 이언은 어머니 릴과 함께 요트 사업을 하고, 톰은 연극을 공부한다. 해럴드는 연극 한 편의 연출을 맡아 달라고 제의하며 톰을 시드니로 부르고, 톰은 그곳에서 만난 메리와 연인이 된다. 릴은 관계의 끝을 마지못해 받아들인다. 로즈는 곧 이언이 자신에게 흥미를 잃을 것이라고 생각하면서도 관계를 이어간다. 결국 로즈와 릴은 아들들과의 관계를 끝내기로 합의하고, 이언은 분노한다.
얼마 후 이언은 톰의 결혼식에서 만난 해나와 하룻밤을 보내 로즈에게 복수하려 하지만, 다시 로즈를 찾아간다. 로즈는 그를 거절하고, 상심한 이언은 서핑 중 다리를 다친다. 해나는 이언을 간호하며 연인이 되지만 이언은 해나와의 관계가 무의미하다고 생각하며 헤어질 생각을 한다. 그러던 중 해나가 임신했다는 사실이 밝혀진다.
시간이 흘러 각자 결혼 생활 중인 이언과 톰은 딸을 한 명씩 가졌으며, 메리와 해나는 과거를 모른 채 잘 지낸다. 어느 날 모두 함께 해변에서 하루를 보내던 중 이언과 로즈는 잠시 조용히 함께 시간을 나눈다. 저녁 식사 중 톰이 술에 취해 잠시 자리를 비우자 이언은 그 뒤를 따라갔다가 톰이 릴과 관계를 갖는 것을 목격하고 분노하여 메리와 해나에게 모든 사실을 폭로한다. 메리와 아내는 충격에 빠져 아이들을 데리고 떠나고, 로즈는 톰에게 아내나 아이들이나 되돌아오지 않을 것이라고 말한다. 릴은 울먹이며 톰과의 관계를 멈추려 했지만 불가능했다고 고백한다.
시간이 흐른 후 이언은 바다로 나가 수영을 하다가 한 자유 부양식 부두에 도착한다. 이 부두는 이언이 로즈에게 처음으로 플러팅을 한 곳인 동시에 로즈와 릴이 어릴 때 자주 수영을 하던 장소이기도 하다. 그곳에서 이언은 톰, 릴, 로즈를 발견해 인사를 나누고, 로즈 옆에 눕는다.

## 출연진
- 나오미 와츠 - 릴 웨스턴 역
- 로빈 라이트 - 로즈 역
- 벤 멘덜슨 - 해럴드 역
- 제이비어 새뮤얼 - 이언 웨스턴 역
- 제임스 프레슈빌 - 톰 역
- 제시카 토비 - 메리 역
- 소피 로 - 해나 웨스턴 역
- 게리 스위트 - 솔 역